# Józef Gisman
Józef Andrzej Gisman (ur. 15 czerwca 1955 roku w Kędzierzynie-Koźlu) – nauczyciel, samorządowiec, w latach 1999–2011 starosta powiatu kędzierzyńsko-kozielskiego, od 2013 r. wicestarosta powiatu kędzierzyńsko-kozielskiego.

## Życiorys
Jest absolwentem Wyższej Szkoły Pedagogicznej w Opolu. W latach 1979–1998 pracował w Zespole Szkół nr 1 w Kędzierzynie-Koźlu, w tym w latach 1988–1998 na stanowisku wicedyrektora. Od 1 stycznia 1999 roku jest w składzie rady powiatu kędzierzyńsko-kozielskiego, wybrany w pierwszej kadencji również na starostę. Następnie w kolejnych kadencjach ponownie wybierany był na to stanowisko, które piastował do 1 lipca 2011 roku, kiedy to został odwołany przez radę powiatu. Z dniem 20 sierpnia 2013 r. został powołany na stanowisko wicestarosty powiatu kędzierzyńsko-kozielskiego.

## Odznaczenia i wyróżnienia
- Złoty Krzyż Zasługi (2015)[7]
- Brązowa Odznaka „Zasłużony dla Ochrony Przeciwpożarowej” (2010)[8]
- Odznaka Honorowa Za Zasługi dla Województwa Opolskiego (2023)[9]

## Życie prywatne
Jest żonaty, ma dwie córki i jednego syna.